# 芹川 (滋賀県)
芹川（せりかわ）は、滋賀県東部（湖東地域）を流れる淀川水系の一級河川。「善利川」とも表記される。

## 地理

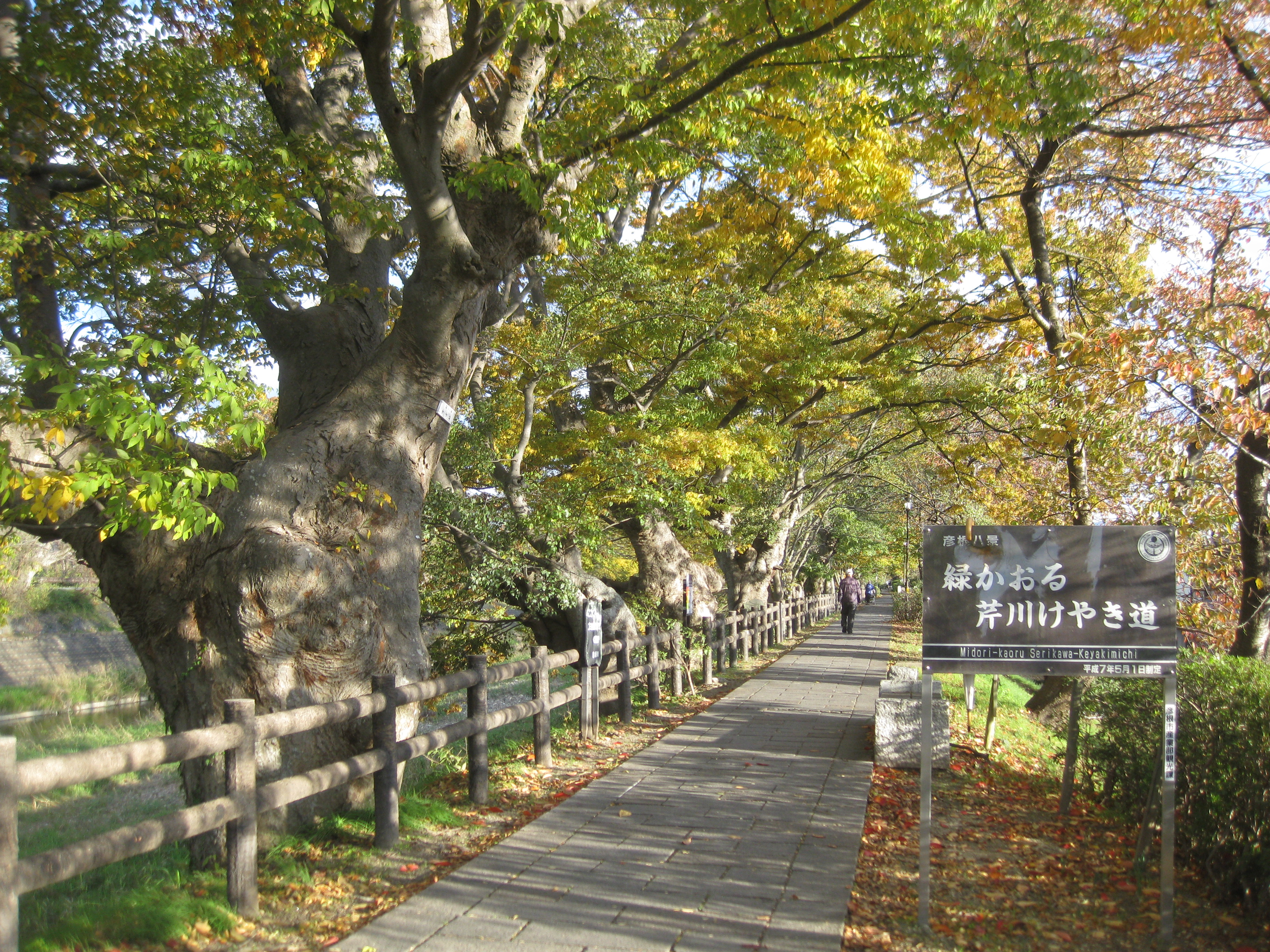
彦根市街の川岸は遊歩道として整備されている。

鈴鹿山脈北端の霊仙山（標高1,084m）を源とし、多賀町の山間部を南西に流れる。多賀大社付近で湖東平野に出ると共に北西へ流れを転じ、彦根市市街地の南を潤しつつ琵琶湖へ注ぐ。現在の彦根市内の流路は、彦根城の城下町建設に際して1603年（慶長8年）に井伊直継が付け替えたもので、それ以前は現在の彦根市街を縦断して松原内湖に注いでいた。この付け替えによって城下町建設の用地が確保され、また芹川は城下町の南の防衛線となった。1634年（寛永11年）には南側へ8間半（約15m）拡幅されている。付け替え以来、護岸のため芹川の両岸にはケヤキやエノキやサクラなどが植えられ、地元住民の散歩道や観光名所として親しまれている。

## 流域の自治体
滋賀県
犬上郡多賀町、彦根市

## 流域の名所など
- 河内風穴
- 多賀大社
- 彦根城下
  - 彦根城
  - 夢京橋キャッスルロード・四番町スクエア
  - 彦根銀座商店街
  - 七曲がり（彦根仏壇の生産地）
- 近江鉄道本線ひこね芹川駅